# Tallhedsfly
Tallhedsfly, Lasionhada proxima är en fjärilsart som först beskrevs av Jacob Hübner 1808. Enligt Dyntaxa ingår Tallhedsfly i släktet Lasionhada men enligt Catalogue of Life är tillhörigheten istället släktet Hada och enligt NHMs databas, Lepindex, tillhör den släktet Lasionycta. Enligt alla tre källorna tillhör Tallhedsfly familjen nattflyn, Noctuidae. Arten har livskraftiga, (LC) populationer i både Sverige och Finland. Två underarter finns listade i Catalogue of Life, Hada proxima cana Evans, 1841 och Hada proxima nevadensis Reisser, 1926.